# Vavatsinia
Vavatsinia (griechisch Βαβατσινιά) ist ein Ort im Bezirk Larnaka in Zypern. Im Jahr 2021 hatte der Ort 75 Einwohner.

## Lage

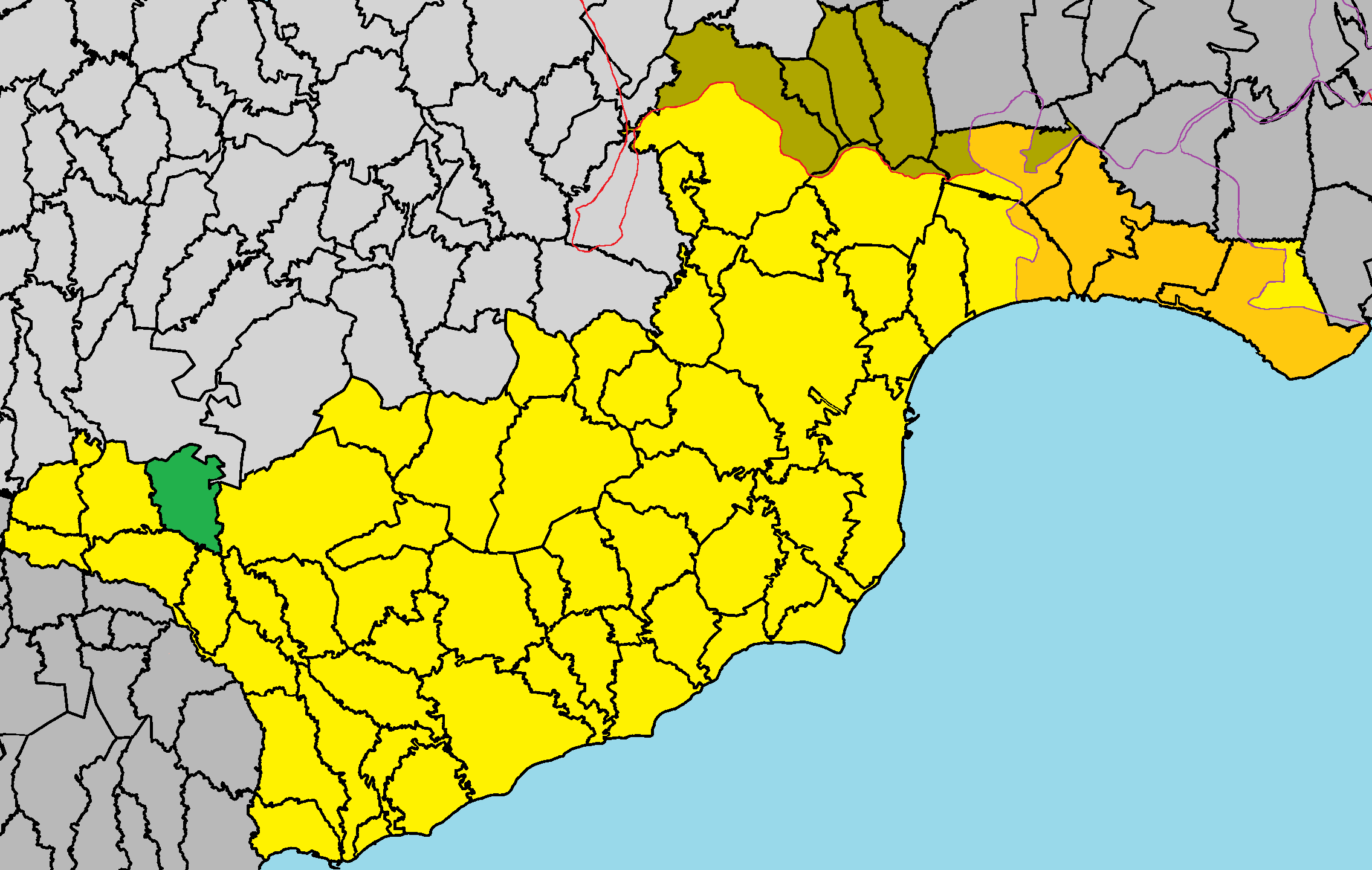
Lage im Bezirk Larnaka

Vavatsinia liegt in der Mitte der Insel Zypern auf 848 Metern Höhe am südöstlichen Rand des Troodos-Gebirges, etwa 34 km südwestlich der Hauptstadt Nikosia, 35 km westlich von Larnaka und 28 km nordöstlich von Limassol. Es ist nur über kurvenreiche Straßen sowohl von Osten als auch von Westen zu erreichen.
Orte in der Umgebung sind Agioi Vavatsinias im Westen, Pano Lefkara, Kato Lefkara, Kato Drys und Vavla im Südosten, Lageia im Süden sowie Ora im Südwesten.